# Паннвиц, Гельмут фон
Ге́льмут фон Па́ннвиц (нем. Helmuth von Pannwitz; встречается написание фамилии Панвиц; также отчество Вильгельмович; 14 октября 1898 — 16 января 1947) — немецкий военачальник, кавалерист, участник Первой и Второй мировых войн. Генерал-лейтенант вермахта. В 1943 году, по заданию верховного командования германской армии, сформировал коллаборационистскую организацию Казачий стан на территории СССР, которой и руководил до мая 1945 года, повешен после ареста в 1947 году.

## Биография

### Становление личности. Первая мировая война
Родился 14 октября 1898 года в семейном имении Боцановиц в Силезии (ныне польское село Бодзановице). Отец, Вильгельм фон Паннвиц (1854—1931) — лейтенант 14-го Гессенского гусарского полка, из древнего дворянского рода Паннвиц. Мать Герта (в девичестве Реттер, 1876—1963) не была знатного происхождения.
Начальное образование получил в подготовительной школе для мальчиков, по окончании которой поступил в Прусский кадетский корпус. С началом Первой мировой войны прямиком из кадетского корпуса отправился добровольцем на Западный фронт. Служил в 1-м уланском Императора Александра III полку (нем. Ulanen-Regiment Kaiser Alexander III. von Russland). 22 марта 1915 года получил звание лейтенанта «за храбрость на поле боя» в возрасте 16 с половиной лет. Награждён Железными крестами 2-го (в 1915 г.) и 1-го (в 1917 г.) классов.

### Интербеллум. Начало Второй мировой войны
После окончания войны служил в Добровольческом корпусе. В 1920 году из-за сокращения немецких вооружённых сил по Версальскому договору вышел в отставку в звании обер-лейтенант. Учился в фермерской школе и с 1926 по 1933 годы нанимался управителем в сельскохозяйственные поместья в Польше, в частности управлял поместьем княгини Радзивилл в Михове.
1 ноября 1933 года был восстановлен на военной службе в должности командира 2-го эскадрона 2-го рейтарского полка в Ангербурге. В 1938—1939 годах начальник отделения личного состава 11-й кавалерийской дивизии. Участвовал в звании майора (1938), командира разведбатальона 45-й пехотной дивизии, во вторжении в Польшу. Награждён планками к Железным крестам обеих степеней (повторное награждение). Участвовал в боевых действиях во Франции (1940), с 1941 года — на Восточном фронте (подполковник).
В июне 1941 года, в составе 45-й пехотной дивизии участвовал в штурме Брестской крепости. 22 июня 1941 года разведывательным батальоном 45-й пехотной дивизии вермахта под командованием Гельмута фон Паннвица было захвачено здание тюрьмы Брестской крепости. 4 сентября 1941 года Паннвиц награждён Рыцарским крестом Железного креста. С 1 декабря 1941 года — переведён в аппарат Верховного командования сухопутных войск (ОКХ) в качестве референта генерала мобильных войск (нем. Referent beim General der Schnellen Truppen) по вопросам применения кавалерии в современной войне. Вскоре после этого ему присвоено звание полковника. В течение 1942 года неоднократно выезжал из Ставки на фронт для инспекций кавалерийских частей. Составитель и редактор ряда полевых наставлений. В октябре 1942 был переведён в штаб Группы армий «А» где занялся организацией стихийно образующихся казачьих частей из числа местных жителей оккупированной территории СССР.

### Руководитель казачьих формирований
К концу 1942 года поражения и значительные потери личного состава на Восточном фронте вынудили Гитлера изменить своё мнение о казачестве и не так активно возражать против использования его потенциала (как военнопленных, так и казаков-эмигрантов). Он готов был согласиться с теорией, рассматривавшей казаков как потомков остготов, то есть как племена, близкие по крови германцам, а не славянам. Кроме этого, в дни зарождения НСДАП Гитлера поддерживали некоторые казачьи лидеры из числа русских эмигрантов. Поэтому казачьи воинские формирования получили в Вермахте существенно большее развитие, чем другие русские воинские формирования.
Сам Паннвиц питал симпатии к казакам. Он видел в них в расовом отношении отдельный этнический вид, потомков скандинавов, имевших чёткую идеологию, направленную на освобождение России от большевистской власти. По утверждению полномочного представителя вермахта в Хорватии генерала Эдмунда Глайзе-Хорстенау (нем. Edmund Glaise-Horstenau), Паннвиц верил в возможность поселения после войны его казаков на территории Кавказа.
В ноябре 1942 года Паннвиц получил согласие начальника штаба сухопутных войск Курта Цейтцлера на создание казачьего соединения вермахта. Подготовительный период создания дивизии был прерван участием Паннвица в боевых действиях: с ноября 1942 года до начала 1943 года. В ноябре 1942 года отличился, командуя сводной воинской частью в составе 4-й танковой армии вермахта, состоящей из казаков, хиви, кавказцев, румын в ходе отражения советского наступления в районе Котельниково. За эти бои Гельмут фон Паннвиц 23 декабря 1942 года получил «Дубовые листья» к Рыцарскому кресту (№ 167) и высший румынский военный орден Михая Храброго. Затем Паннвиц был переведён в Крым, где до марта 1943 года командовал казачьим соединением «Феодосия».

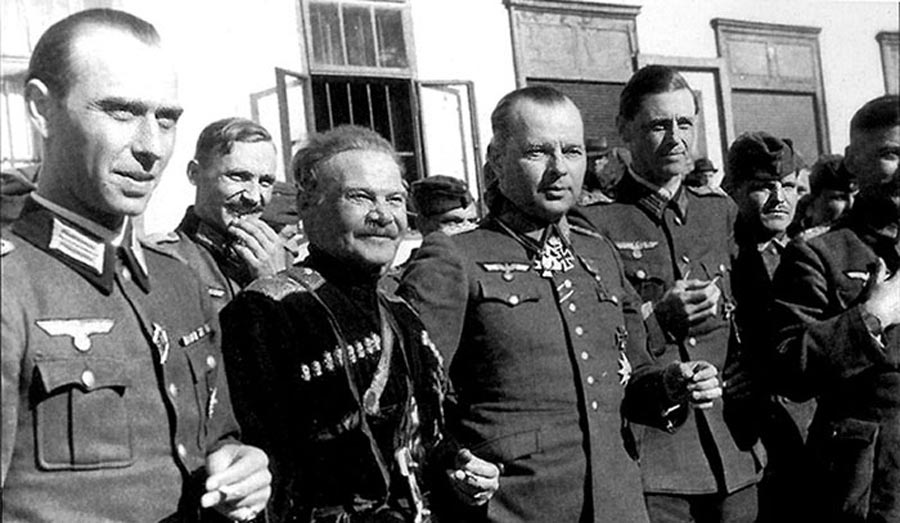
Андрей Шкуро (в черкеске) и Гельмут фон Паннвиц (в центре кадра)

В марте 1943 года был переведён в Млаву (с 1941 до 1945 нем. Mielau) для формирования 1-й казачьей кавалерийской дивизии, командование которой было поручено Паннвицу. Дивизия формировалась из уже имевшихся казачьих подразделений, приданных германским военным частям (казачьих полков фон Рентельна, фон Юнгшульца, фон Безелагера, Ярослава Котулинского, Ивана Кононова, 1-го Синегорского Атаманского и проч.). В июне 1943 года получил звание генерал-майора, в апреле 1944 года — генерал-лейтенанта.
Сформированная Паннвицем казачья дивизия с октября 1943 года участвовала на территории Хорватии в боевых действиях против частей народно-освободительной армии Югославии. За эти бои Паннвиц был награждён хорватским орденом Короны короля Звонимира 1-й степени со Звездой и Мечами). В Югославии казаки Паннвица применяли тактику «выжженной земли», предавая огню крестьянские хутора и посёлки, где укрывались партизаны, передавая затем эти места под контроль усташей. Местное население ненавидело казаков, боясь их больше немцев — в их глазах казаки представали нерусскими и именовались «черкезами» (сербохорв. «Čerkezi», серб. «Черкези»). Югославы говорили: «разве „русские братушки“ могут убивать и насиловать»? Вместе с тем историк К. М. Александров писал, что «признания» Паннвица о массовых убийствах и насилии в отношении хорватского населения его подчинёнными, которые он «сделал» на следствии, последовавшем после его передачи советской стороне, возможно, были сфабрикованы и сделаны под пытками.
Совершение дивизией Паннвица в ходе антипартизанских операций многочисленных военных преступлений: грабежей, изнасилований и расстрелов, отмечает германский военно-исторический институт бундесвера. Сам Паннвиц в процессе следствия показал 12 января 1947 года, что руководствовался в Югославии циркулярными инструкциями обергруппенфюрера СС Бах-Зелевского, детально устанавливающими порядок действий по отношению к партизанам. По его словам, в циркуляре подчёркивалось, что партизанская война противоречит международному праву и руководитель антипартизанского подразделения имеет право по своему усмотрению принимать решение о судьбе и собственности партизан или лиц, оказывавших им содействие.
К концу войны было принято решение переподчинить все иностранные подразделения в составе немецких войск под командование Ваффен-СС. В середине 1944 года были предприняты попытки интегрировать казачьи части в Ваффен-СС. 26 августа 1944 года состоялось совещание между Генрихом Гиммлером, генералом фон Паннвицем и его начальником штаба полковником Х.-Ж. фон Шульц. Генерал фон Паннвиц принял переподчинение в Ваффен-СС, чтобы предоставить своим подразделениям доступ к более тяжелому вооружению и лучшему снабжению, а также сохранить дальнейший контроль над казачьими подразделениями во Франции. Командные структуры, униформа и звания остались за вермахтом. В связи с переподчинением дивизии командованию войск СС 1 февраля 1945 года, есть мнение, что 1 февраля 1945 года Паннвиц якобы мог получить звание группенфюрера СС и генерал-лейтенанта войск СС. Казачья дивизия под его командованием была развёрнута в XV Казачий кавалерийский корпус СС, который 20 апреля 1945 года был переподчинён КОНР. Намерение полностью перебросить корпус в Ваффен-СС было де-факто не реализовано до конца войны.
В конце 1944 года дивизия Паннвица вступила в непосредственное соприкосновение с частями Красной армии у города Вировитица, продемонстрировав в этих боях высокую боеспособность. 26 декабря 1944 года 2-я бригада 1-й казачьей дивизии при поддержке частей 1-й хорватской ударной дивизии заняли населённый пункт Питомача, выбив с занимаемых позиций подразделения 703-го стрелкового полка и 684-го артиллерийского полка 233-й стрелковой дивизии, нанеся им тяжёлое поражение. В оставшиеся дни декабря и в январе 1945 года дивизия Паннвица вместе с усташско-домобранскими частями предприняла ряд безуспешных попыток овладеть Вировитицей и ликвидировать плацдарм на правом берегу Дравы. Во время немецкой наступательной операции «Оборотень» (нем. Werwolf), предпринятой группой армий «E» в начале февраля 1945 года с целью ликвидации Вировитицкого плацдарма, обороняемого к тому времени силами Народно-освободительной армии Югославии, подразделения Паннвица 10 февраля вступили в город Вировитица.
В конце марта 1945 года фон Паннвиц был единогласно избран так называемым Всеказачьим Кругом на «Всероссийском конгрессе» в Вировитице Верховным Походным Атаманом «Казачьего стана» и всех казачьих армий, такая честь когда-то была предоставлена только царю.
К концу войны корпус численностью более 20 000 человек находился в передней линии обороны против югославских и болгарских частей на южном берегу реки Драва. К 26 апреля 1945 года занимал позиции в полосе Драва — Радотич на так называемой Звонимировой линии обороны группы армий «Е» в Хорватии. В начале мая Паннвиц начал отвод корпуса в район Лудбрег — Вараждин. Чтобы не допустить пленения казаков югославскими партизанами, которые жаждали расправы над своими заклятыми врагами, Паннвиц организовал отход корпуса в британскую оккупационную зону в Каринтию (Австрия). Преодолев горные перевалы и засады партизан, 15-й корпус смог выполнить эту задачу, вступив 9 мая в соприкосновение с британской 11-й танковой дивизией. 11-12 мая корпус сдался английским войскам. 11 мая 1945 года в присутствии британских офицеров Паннвиц принял парад Донского казачьего полка.

### Выдача СССР, суд и казнь
Выдачи Паннвица как военного преступника требовали СССР и Югославия. После того, как западные союзники начали передачу в СССР тысячи казаков из 15-го казачьего кавалерийского корпуса СС и членов их семей в Лиенце, Паннвиц вместе с другими германскими офицерами корпуса был также выдан СССР. В соответствии с решениями Ялтинской конференции, выдаче органам СССР подлежали только бывшие советские граждане, и Паннвиц (как гражданин Германии) мог избежать этой выдачи. Однако Паннвиц принял решение разделить судьбу своих казаков и был выдан СССР вместе с ними, его примеру последовал и ряд других немецких офицеров. Сам Паннвиц сказал так: «Я делил со своими казаками счастливое время, я останусь с ними и в несчастье».
16 января 1947 года Гельмут фон Паннвиц был повешен вместе с другими генералами Казачьего Стана по приговору Военной коллегии Верховного суда СССР 15-16 января 1947 года, на основании ст. 1 Указа Президиума Верховного Совета СССР от 19 апреля 1943 г. «О мерах наказания для немецко-фашистских злодеев, виновных в убийствах и истязаниях советского гражданского населения и пленных красноармейцев, для шпионов, изменников Родины из числа советских граждан и для их пособников».

## Оценка деятельности
Как пишет американский историк Майкл Пэрриш в 1996 году:

Как показывают события в бывшей Югославии, семейные свары среди славян могут вылиться в нечто весьма скверное. Бойцы Казачьего корпуса сражались в Югославии с жестокостью, уступавшей лишь головорезам из усташей, но они были немногим хуже прочих воюющих сторон. Их поведение напоминало добрые старые дни царского режима с проведениями погромов в гетто, с югославами, заменившими беспомощных евреев. Несмотря на одиозный послужной список в антипартизанских операциях, Казачий корпус никогда не развёртывался на советской земле, а его генералы никогда не были советскими гражданами, — однако разные тонкости международных законов никогда не сдерживали Сталина. После формального следствия все они были повешены 17 января 1947 г., включая Паннвица, который тут стал истинной редкостью: действующий немецкий офицер со смертным приговором за военные преступления и, в его случае, без последующего оправдания. Трагическая и несправедливая судьба казачьих генералов, романтизированная многими британскими авторами, критикующими их насильственную репатриацию западными союзниками в конце войны, не должна заслонять от нас их криминальное поведение в Югославии: в которой, возможно, их и следовало бы судить и где их судьба была бы такой же, но с достаточным количеством обоснований.
Оригинальный текст (англ.)
As the recent events in the former Yugoslavia show, family squabbling among the Slavs could turn extremely nasty. The Cossack Corps had fought in Yugoslavia with a ferocity second only to that of the Ustashi thugs, but not much worse than the other combatants. Their behavior harkened back to the good old days when they led the Tsarist pogroms against Ghettos, with the Yugoslavs now replacing the helpless Jews. Despite their odious record in anti-partisan war, the Corps had never been deployed on Soviet soil, nor had the Generals ever been Soviet citizens, but the niceties of international law had never restrained Stalin. After a perfunctory trial on January 17, 1947, they were all hanged, including Pannwitz, who became a true rarity, an active German officer executed for war crimes and, in this case, without justification. The tragic and unjust fate of the Cossack Generals, romanticized by a number of British writers who are critical of their forced repatriation by the Western allies at the end of the war, should not blind us to their criminal behavior in Yugoslavia where they should have been rightfully tried and probably would have suffered the same fate, but with ample justification.

Британский историк Бэзил Дэвидсон, в период оккупации Югославии — офицер связи между УСО и партизанами Тито, считает, что «Паннвиц был безжалостным командиром шайки кровавых мародёров» (von Pannwitz was the ruthless commander of a horde of murderous wreckers). В своём обзоре, полемически названном «Скверные привычки», он резко оспаривает точку зрения Самуэля Ньюленда из Strategic Studies Institute, в книге которого в военном отношении казаки под командованием Паннвица «действовали великолепно» и заслуживают признания, даже если они и имели тенденцию к «скверным привычкам» (англ. bad habits): таким как разрушения, мародёрства и даже порой насилие. Сам же Паннвиц у Ньюленда показан как «смелый и дисциплинированный солдат, хоть и со спесью прибалтийского барона (которым он был не в полной мере)». Впрочем, там же Дэвидсон признаёт, что «ответ на вопрос, заслужили ли эти люди скамью подсудимых в трибунале по военным преступлениям, на практике зависит от того, кто спрашивает, где и когда».

## Попытки реабилитации
22 апреля 1996 года реабилитирован решением Главной военной прокуратуры (ГВП) Российской Федерации в соответствии со ст. 3 Закона Российской Федерации «О реабилитации жертв политических репрессий». Позже представитель ГВП сообщил, что заключение от 22 апреля 1996 года о реабилитации Паннвица отменено как необоснованное. 28 июня 2001 года ГВП вынесла заключение, в котором был сделан вывод, что Паннвиц за совершённые им преступления осуждён обоснованно и реабилитации не подлежит. Одновременно признано, что справка о реабилитации Паннвица не имеет юридической силы.
Националистические и монархические организации как в Российской Федерации, так и за рубежом неоднократно обращались в государственные органы Российской Федерации с просьбами о реабилитации отдельных русских коллаборационистов.
Определением Военной коллегии Верховного суда Российской Федерации от 25 декабря 1997 года Краснов П. Н., Шкуро А. Г., Султан Клыч-Гирей, Краснов С. Н. и Доманов Т. И. признаны обоснованно осуждёнными и не подлежащими реабилитации, о чём уведомлены все инициаторы обращений по вопросу реабилитации указанных лиц.

## Память
В 1998 году Гельмуту фон Паннвицу, А. Г. Шкуро, П. Н. Краснову, Султану Клыч-Гирею, Т. Н. Доманову и др. в Москве был установлен памятник под названием «Воинам русского общевоинского союза, русского корпуса, казачьего стана, казакам 15 кавалерийского корпуса, павшим за веру и отечество» у храма Всех Святых. 8 мая 2007 года, в преддверии Дня Победы, мраморная плита была разбита, и оставалась в таком состоянии до 2014 года, в котором была заменена на плиту «Казакам, павшим за Веру, Царя и Отечество».

### В культуре
В репертуаре российской группы «Коловрат» есть песня, посвящённая Гельмуту фон Паннвицу.